# (1193) Africa
(1193) Africa – planetoida z pasa głównego asteroid okrążająca Słońce w ciągu 4 lat i 114 dni w średniej odległości 2,65 au. Została odkryta 24 kwietnia 1931 roku w Union Observatory w Johannesburgu przez Cyrila Jacksona. Nazwa planetoidy pochodzi od Afryki, jednego z kontynentów. Przed nadaniem nazwy planetoida nosiła oznaczenie tymczasowe (1193) 1931 HB.